# 세하별
《세하별》은 2025년 개봉 예정인 대한민국의 드라마 영화이다. 

## 등장인물

### 주연
- 조관우 : 태원 역
- 장윤서 : 칠성 역
- 이문식 : 신남 역
- 안이서 : 선자 역